# ターミナルシティ本八幡
ターミナルシティ本八幡（ターミナルシティもとやわた）は、千葉県市川市に所在する住宅棟、業務棟、商業棟の3棟から構成される複合施設。都市再開発事業名称は本八幡A地区第一種市街地再開発事業。

## 概要

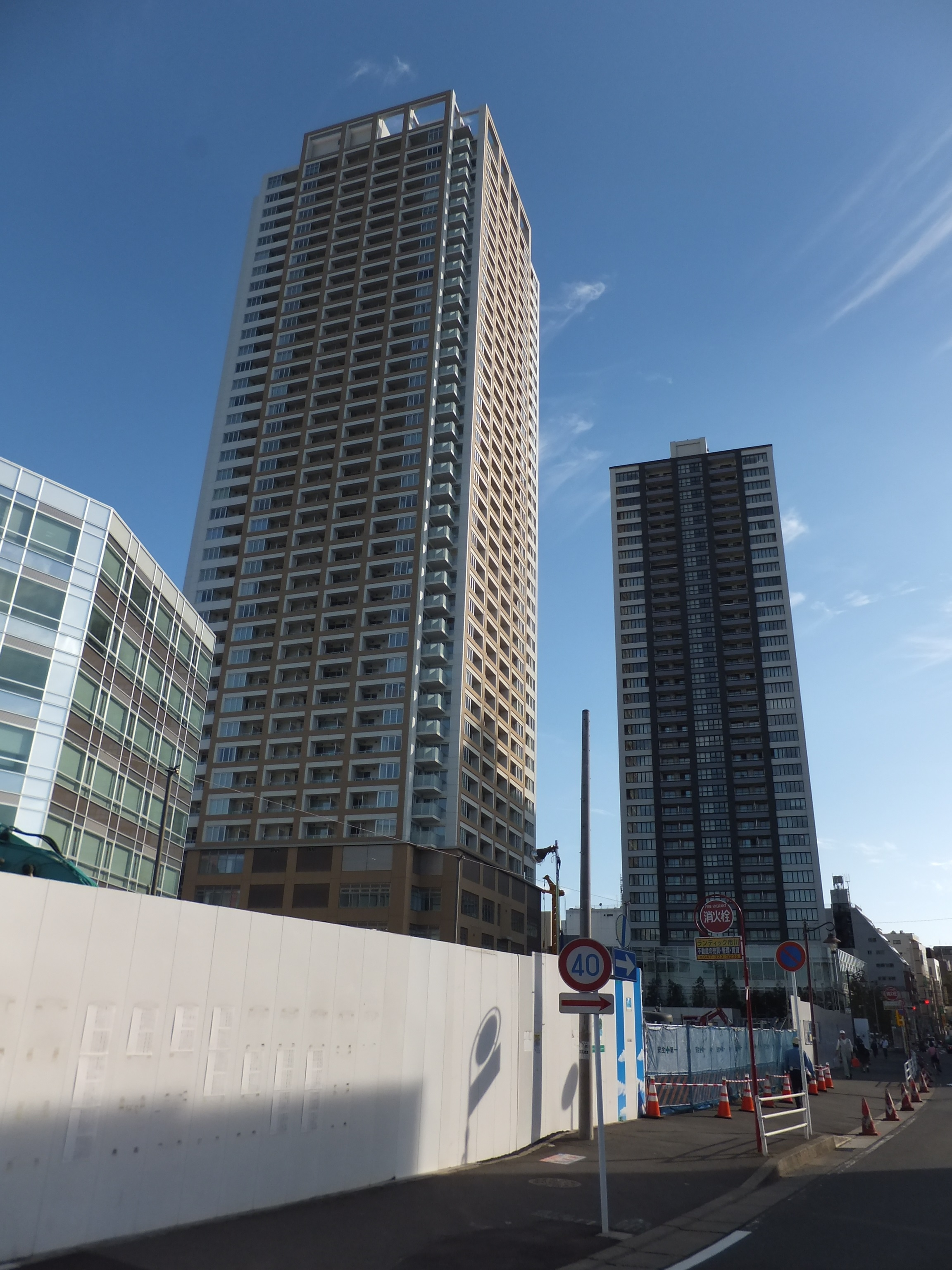
グランドターミナルタワー（手前）、奥の超高層建築物はガレリア・サーラ

正式名称のターミナルシティ本八幡は、本八幡A地区第一種市街地再開発事業の街区全体の名称であり、大きな中央広場を中心とした住宅棟（超高層マンション「グランドターミナルタワー本八幡」）、業務棟（京成電鉄本社ビル）、商業棟（複合商業施設）の合計3棟から構成されている。商業棟は株式会社市川ビルの自社ビルであるターミナルシティ本八幡アイビスであり、本八幡駅（都営地下鉄新宿線出入口）、京成八幡駅（歩行者デッキ）に直結している。
本八幡A地区では「地域コミュニティーを育み、中心市街地にふさわしい活気のある、快適で安全な誰もが安心して暮らし続けられる、潤いのあるまちづくり」を目指して、市街地再開発事業を実施し、2006年（平成18年）3月に当地区を第一種市街地再開発事業の区域に指定する等の都市計画を決定した。2007年（平成19年）5月に市街地再開発組合設立および事業計画が千葉県に認可され、2010年（平成22年）1月に権利変換期日を迎えた後、同年8月から本体工事を着工、2013年（平成25年）5月に住宅棟および業務棟が完成し、2015年（平成27年）8月に商業棟が完成した。
共同住宅、オフィス、店舗からなり、建築規模は地下2階 - 地上40階建て全465戸の住宅棟（超高層マンション）約52000平方メートル、商業棟約21000平方メートル、業務棟約17000平方メートル、吉野石膏の吉野遮音システムを採用している。設計・監理は日本設計、施工は前田建設工業、デベロッパーは積水ハウス、三井不動産レジデンシャル、日鉄興和不動産、住宅棟外装デザインの監修は光井純アンドアソシエーツ建築設計事務所株式会社が行っている。

## 施設
- 商業棟

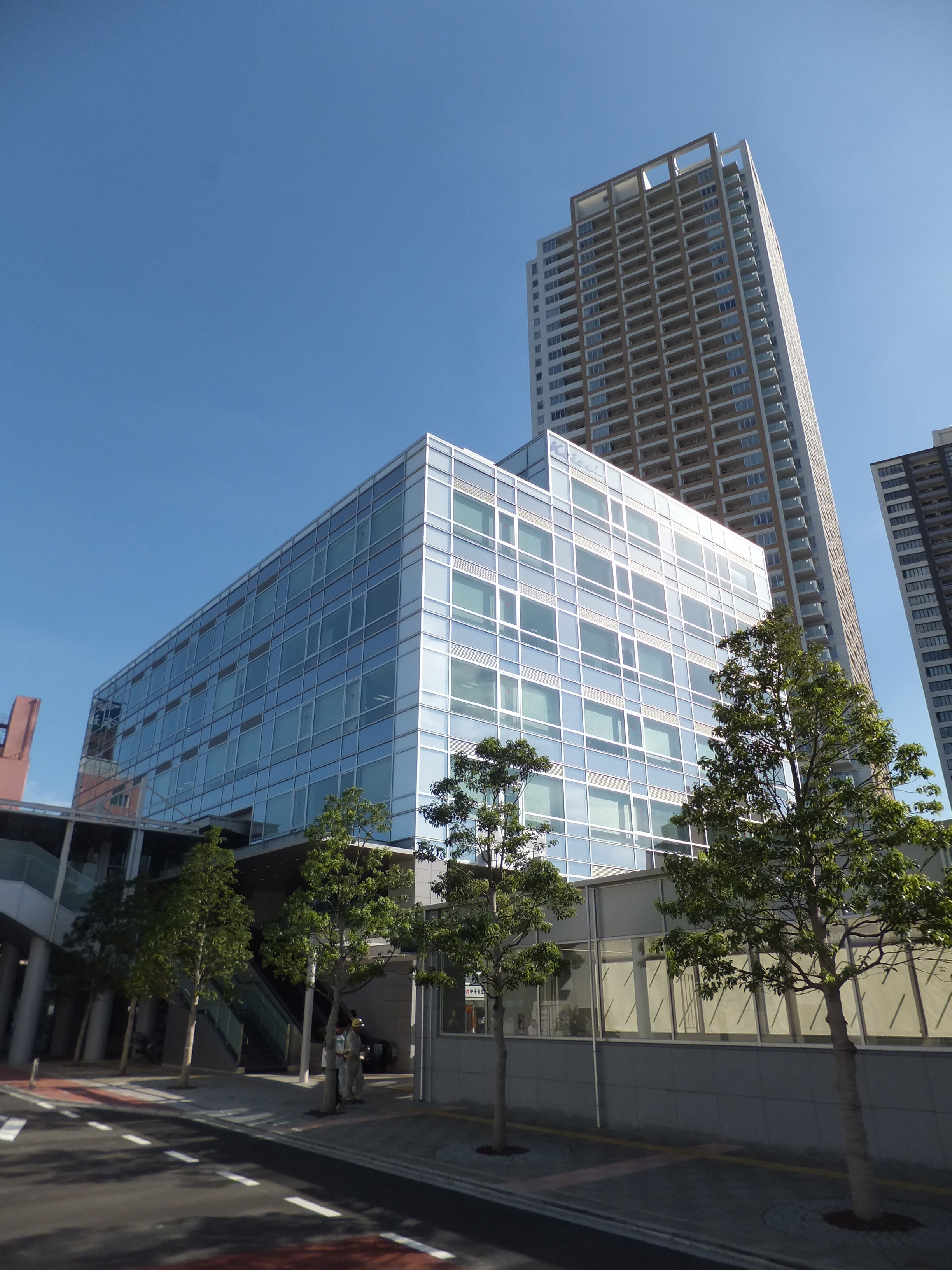
グランドターミナルタワー業務棟（京成電鉄本社ビル）

  - ターミナルシティ本八幡アイビス（複合商業施設）
    - 主なテナント（2・3階：ヤマダ電機、1階：フードスクエアカスミ、地下1階：メディカルモール）
- 業務棟
  - 京成電鉄本社ビル
- 住宅棟
  - グランドターミナルタワー本八幡
    - 住戸：465戸（超高層マンション）
    - 駐車場：175台
    - 駐輪場：558台

## 歴史
本八幡A地区第一種市街地再開発事業の沿革。
- 1979年（昭和54年） - 都市再開発事業基礎調査（整備モデル地区に設定）
- 1980年（昭和55年） - 地元懇談会設立
- 1991年（平成3年）8月 - 再開発準備組合設立
- 2006年（平成18年）
  - 3月 - 都市計画決定（事業）
  - 5月 - 都市計画決定（地区計画）
- 2007年（平成19年）5月 - 組合設立認可、事業計画認可
- 2010年（平成22年）
  - 1月 - 権利変換認可・公示
  - 8月 - 建築工事着工（1期）
- 2013年（平成25年）
  - 5月 - 建築工事完了（1期）
  - 12月 - 建築工事着工（2期）
- 2015年（平成27年）8月 - 建築工事完了（2期）
- 2016年（平成28年）6月 - 組合解散認可

## アクセス

### 公共交通機関
- JR東日本・都営地下鉄 本八幡駅
- 京成電鉄 京成八幡駅

### 自動車
- 最寄りのインターチェンジ
  - 東京外郭自動車道 市川中央インターチェンジ